# 孔子 (小惑星)
孔子（こうし / コンフューシアス、7853 Confucius）は、小惑星帯の小惑星である。パロマー天文台のトム・ゲーレルスとライデン天文台のファン・ハウテン夫妻が発見した。
古代中国の思想家、孔子に因んで名付けられた。